# Little Nemo (film)
Winsor McCay, the Famous Cartoonist of the N.Y. Herald and His Moving Comics (beter bekend als Little Nemo) is een korte, deels geanimeerde film uit 1911 gemaakt door striptekenaar, animator en vaudeville-artiest Winsor McCay. De inspiratie voor de film was McKay's populaire krantenstrip Little Nemo in Slumberland.
De film wordt tegenwoordig gezien als een van de vroegste tekenfilms en zou later de aanleiding zijn tot Gertie the Dinosaur. McKay werkte samen met James Stuart Blackton aan de film, die al eerder had geëxperimenteerd met het medium tekenfilm in films als The Enchanted Drawing uit 1900 en Humorous Phases of Funny Faces uit 1906. De film werd in 2009 opgenomen in de National Film Registry.

## Verwijzingen
- (en)   Little Nemo in de Internet Movie Database